# Juan Procopio Bassecourt y Bryas
Juan Procopio de Bassecourt Thieulaine y Bryas López de Ochoa, (22 de abril de 1740 – 12 de abril de 1820), Barón de Mayals, Conde de Santa Clara. Fue Gobernador español de la Florida, cargo que asumió antes de la cesión española de la Florida, estipulada por el Tratado de Adams-Onís de 1819. También fue Capitán General de Cuba, (6 de diciembre de 1796 – 13 de mayo de 1799) y Capitán General de Cataluña (14 de mayo de 1802 – 1808). Mientras fungía como Capitán General de Cuba fue el responsable de la construcción o el mejoramiento de numerosas fortificaciones en La Habana, incluyendo la Batería de Santa Clara.

## Orígenes
Juan Procopio Bassecourt y Bryas era hijo de Procopio Francisco de Bassecourt y Thieulaine, Mariscal de campo del Ejército español, Marqués de Bassecourt, Conde de Santa Clara (título nobiliario otorgado en 1748 por el rey Fernando VI de España, habiendo la familia servido al Imperio español al menos desde mediados del siglo XVI), Barón de Mayals, y Gobernador de Lérida, y de Ignés de Bryas, mencionada en algunos papeles y documentos como Inés María de Bryas y López de Ochoa. 

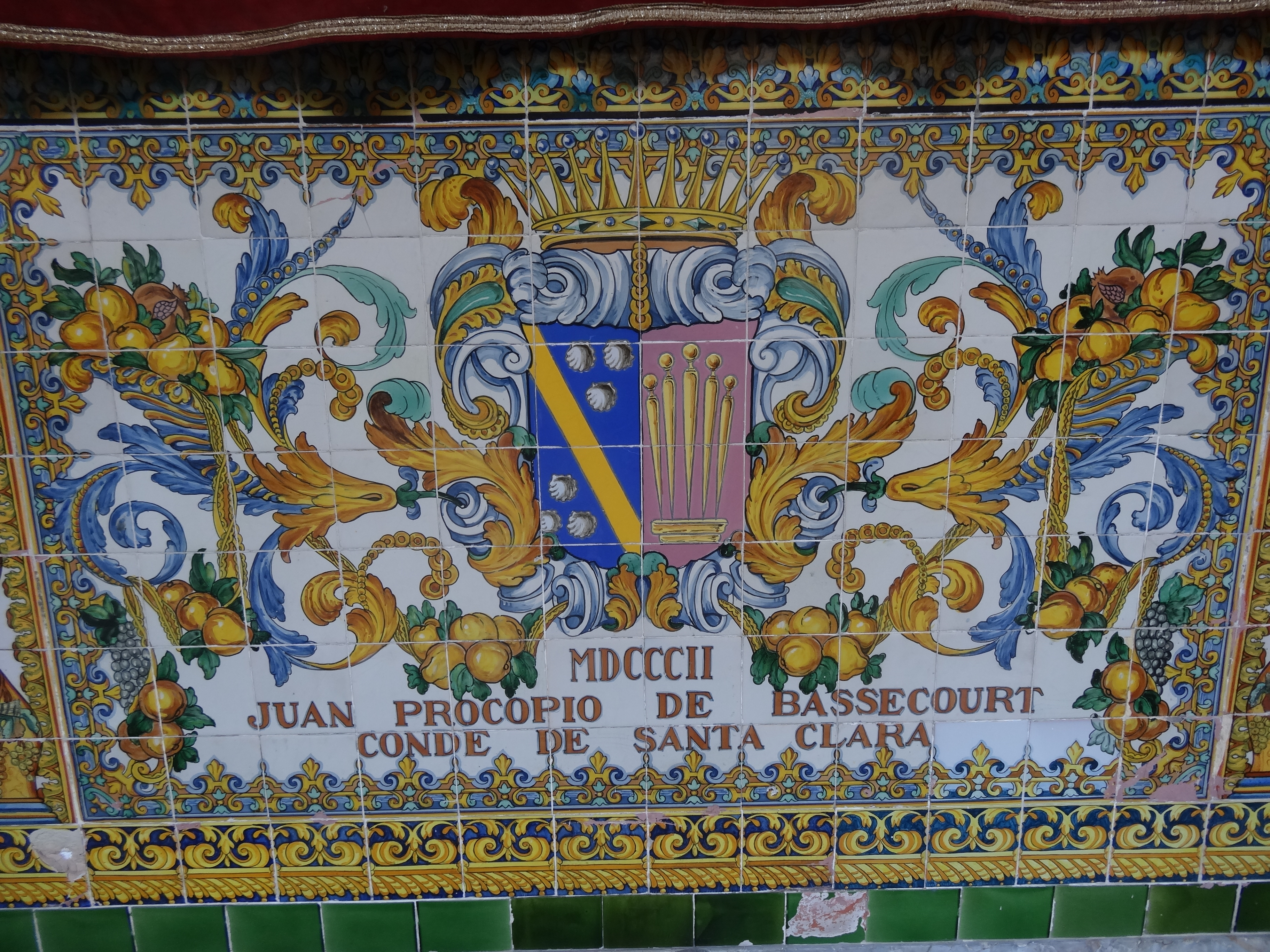
Escudo def armas de Juan Procopio de Bassecourt (decorados de la Capitanía General de Barcelona)

Era sobrino de María Catalina de Bassecourt, quien contrajo nupcias con el oficial militar español nacido en Palermo Juan Gonzalez-Valor, Marqués de González desde 1736, título otorgado en 1736  por Carlos VII de Nápoles y Sicilia, rey de Nápoles y Sicilia (1716–1736), quien posteriormente sería Carlos III de España (1759-1788). 

## Vida personal
Se casó en Barcelona con María Teresa de Sentmenat y Copons, una sobrina del Marqués de Senmanat y el Marqués de Castelldefels, (título otorgado el 6 de abril de 1696 por el Rey Carlos II de España), descendiente de una familia catalana de Mallorca y Barcelona, que se remonta hasta el siglo XII, nieta del embajador español en Francia desde 1698 en la corte de Luis XIV de Francia, y del Virrey del Perú, Manuel de Oms y de Santa Pau (Barcelona, 1651 – Lima, Perú, 24 de abril de 1710).